# Автократов, Пётр Михайлович
Пётр Миха́йлович Автокра́тов (1856, с. Муратово, Пензенская губерния — 25 марта 1915) — русский врач-психиатр, доктор медицины.

## Биография
Родился в семье священника. В 1881 году окончил медицинский факультет Императорской военно-медицинской академии в Санкт-Петербурге. Ученик В. М. Бехтерева.
До 1904 работал в качестве младшего ординатора, а затем заведующего психиатрического отделения Варшавско-Уяздовского военного госпиталя в Варшаве.
В 1886—1887 гг. проходил усовершенствование в клинике профессора И. П. Мержеевского в Императорской военно-медицинской академии, где в ноябре 1888 г. защитил докторскую диссертацию и получил звание доктора медицины по представлению диссертации о влиянии тиреоидэктомии на нервную систему животных.
В 1897 совместно с варшавским профессором Ю. Ф. Косинским (1834—1913) успешно прижизненно
диагностировал и удалил саркому передней центральной извилины головного мозга — в то время чрезвычайно редкой и опасной операции. В 1897 усовершенствовался за границей, в лаборатории профессора Менделя выполнил работу «Об изменении ядер черепно-мозговых нервов при паралитическом слабоумии».
Во время русско-японской войны 1904—1905 — главный психиатр русской армии на Дальнем Востоке, в этот период заведовал психиатрическим отделением военного госпиталя в Иркутске.
Активно участвовал в подготовке и работе 3-го съезда отечественных психиатров в 1909—1910 гг. в Санкт-Петербурге.
Участник первой мировой войны. В годы войны служил в должности главного врача Новогеоргиевского госпиталя, где погиб от сыпного тифа.
Большим вкладом в русскую психиатрию стала его работа о «неврастеническом психозе», развивающемся у солдат под влиянием военных впечатлений.

## Избранные научные труды
- Случаи псевдо-афазического помешательства (1883)
- Судебно-психиатрические случаи гебефрении (1885)
- О влиянии удаления щитовидной железы у животных на нервную систему. Диссертация. Санкт-Петербург: тип. П. Вощинской, 1888
- Руководство к психиатрии : Для врачей и студентов. [Соч.] Th. Ziehen’a, проф. Ун-та в Иене; С нем. пер. д-р мед. П. М. Автократов, зав. Психиатр. отд. Варш.-Уязд. воен. госпиталя. Санкт-Петербург: Гл. воен.-мед. упр., 1897
- Клинические лекции о болезнях нервной системы, читанные в Salpêtrière’е в 1894—1895 году / Проф. Раймонд; Пер. д-ра П. М. Автократова. Т. 1-2. Санкт-Петербург: Гл. воен.-мед. упр., 1900—1903
- Выступление на IX съезде Общества русских врачей в память Н. И. Пирогова. Обозрение психиатрии 7, стр. 549 (1904)
- Die Geisteskranken im russischen Heere während des Japanischen Krieges. Allgemeine Zeitschrift für Psychiatrie 64, стр. 286—319 (1907)
- Организация опеки над душевнобольными и их эвакуации на Дальнем Востоке. Медицина № 33 (41), стр. 844—849 (1905) (в соавт. с А. Визелем)
- Призрение, лечение и эвакуация душевнобольных во время русско-японской войны в 1904—1905 годах. Обозрение психиатрии 10, стр. 665—668 (1906) и др.